# 藤原惟風
藤原 惟風（ふじわら の これかぜ、生年不詳 - 長和3年（1014年）頃）は、平安時代中期の貴族。藤原北家長良流、筑後守・藤原文信の子。官位は従四位上・中宮亮。藤原道長の家司。

## 経歴
大宰大監を経て、花山・一条朝初頭にかけて右衛門尉・検非違使と武官を務めた。長保5年（1003年）下総の国府を焼討ちして官物を掠奪したかどで平維良が越前国に逃亡した際、惟風は追捕のための押領使に任じられている。
正暦年間（990年-995年）に藤原高子（藤原正雅の娘）と結婚し、のち高子は左大臣・藤原道長の娘である藤原妍子の乳母に選定される。妍子が寛弘元年（1004年）尚侍、寛弘8年（1010年）三条天皇の女御宣下と地位を向上させるにつれて、乳父にあたる惟風も昇進に与り、武蔵守・備前守と受領を務める傍ら、寛弘4年（1007年）までに従四位下への叙位を受けた。
寛弘9年（1012年）妍子が中宮に冊立されると、中宮亮となった惟風を始め、その子女は中宮司を運営する中心的な組織を構成する。惟風一族の栄達ぶりは、主人である藤原道長でさえ奇怪視するほど破格なものであったという。長和2年（1013年）従四位上に至る。
長和4年（1015年）には既に故人となっていたことから、長和3年（1014年）頃に没したと見られる。

## 官歴
- 時期不詳：見大宰大監従五位下[4]
- 寛和元年（985年） 2月13日：見右衛門尉[5]
- 長保2年（1000年） 正月22日：見検非違使[6]
- 寛弘2年（1005年） 正月20日：前武蔵守（功過）[5]
- 寛弘4年（1007年） 2月29日：見従四位下[6]
- 寛弘7年（1010年） 3月13日：見備前守[7]
- 長和元年（1012年） 4月24日：見中宮亮（中宮・藤原妍子）[5]
- 長和2年（1013年） 9月16日：従四位上（行幸中宮次賞）[5]

## 系譜
注記のないものは『尊卑分脈』による。
- 父：藤原文信
- 母：清原中山の娘
- 妻：藤原高子のち灑子（中務典侍、藤原正雅の娘） - 藤原妍子の乳母[8][9][10]
  - 男子：藤原惟頼（993頃-?）[2]
  - 男子：藤原惟経
- 生母不詳の子女
  - 男子：藤原惟房 - 或いは惟風の弟
  - 男子：藤原惟佐
  - 男子：藤原惟綱
  - 男子：藤原頼兼
  - 男子：覚胤
  - 女子：源頼平の妻